# تیمیاوین
تیمیاوین (به عربی: تیمیاوین) یک شهرک و شهرداری‌های الجزایر در الجزایر است که در ناحیه برج باجی مختار واقع شده‌است.

## خصوصیات
تیمیاوین ۴٬۴۹۳ نفر جمعیت دارد و ۵۸۲ متر بالاتر از سطح دریا واقع شده‌است.